# Томас, Робин
Робин Томас (англ. Robin Thomas; 12 февраля 1949) — американский актёр кино и телевидения.

## Биография и карьера
Робин Томас родился в Питсфилде, штат Массачусетс. Наибольшую известность получил, сыграв роль Марка Синглтона в мыльной опере «Другой мир» (где снимался с 1983 по 1985) и Джеффри Уэллса в сериале «Кто здесь босс?». Кроме того появился в сериалах «Мерфи Браун» (в роли Джейка Лоунштайна), «Мэтлок» (в роли обвинителя) и «Подразделение» (в роли Луиса Перийо).
Среди кино-работ стоит отметить фильм «По поводу того, что случилось вчера ночью…» (1986 года), где он сыграл Стива Карлсона, и роль завуча Фила Гиллас в комедии «Летняя школа». Также появился в гостевых ролях в сериалах «Звонящий в полночь», «Вечеринка на пятерых», «Отбросы науки», «Близкие друзья» и «90210: Новое поколение».
Среди его крупных работ в кино — «Тоскуя по Брендану» с Эдвардом Азнером и «Девушка со „Скорой“» с Кэйти Бейтс и Гордоном Пинсентом.

## Фильмография

### Кино
- 2005: Девушка со «Скорой» / Ambulance Girl — Майкл Стерн
- 2003: Тоскуя по Брендану / Missing Brendan — Боб Калден
- 2002: Останавливающие время / Clockstoppers — Доктор Гиббс
- 1999: Каникулы на ранчо / Horse Sense — Гленн Вудс
- 1998: Расставание / Break Up — Врач
- 1997: Звёздная карта / Star Maps — Мартин
- 1996: Кукольный дом Амитивилля / Amityville Dollhouse — Билл Мартин
- 1995: Шлюха / Jade — Мистер Грин
- 1993: Свенгали / Svengali — Мэнди Вэйденбаум
- 1990: Воспоминания об убийстве / Memories Of Murder — Майкл
- 1987: Летняя школа / Summer School — Фил Гиллс
- 1986: По поводу того, что случилось вчера ночью… / About Last Night — Стив Карлсон

### Телевидение
- 2011—2012: Их перепутали в роддоме / Switched At Birth
- 2011: Морская полиция: Лос-Анджелес / NCIS: Los Angeles — Дэннис Вайт
- 2011: 90210: Новое поколение / 90210 — Чарльз
- 2011: Компаньоны / Franklin & Bash — Большой Мэк
- 2011: Закон и порядок: Лос-Анджелес / Law & Order: Los Angeles — Марти Фокс
- 2010—2011: Жизнь непредсказуема / Life Unexpected — Джек Бэйзил
- 2010: Части тела / Nip/Tuck — Лэс Овермайер
- 2009: Касл / Castle — Алан Фриман
- 2009: Отчаянные домохозяйки / Desperate Housewives — Дик Джексон
- 2009: 24 часа / 24 — Генерал
- 2008: Кости / Bones — Ричард Кинг
- 2008: Лунный свет / Moonlight — Роберт Фордхэм
- 2007: Акула / Shark — Эван Кэндалл
- 2007: Морская полиция: Спецотдел / NCIS Доктор — Нил Флеминг
- 2007: Женский клуб убийств / Women’s Murder Club — Филип Дэйвенпорт
- 2007: Схватка / Damages — Мартин Катлер
- 2007: Ищейка / The Closer — Майкл Морган
- 2007: C.S.I.: Место преступления / CSI: Crime Scene Investigation — Билл Дортон
- 2006: Детектив Раш / Cold Case — Роджер Фелес
- 2006: Без следа / Without A Trace — Майкл Флетчер
- 2005: Мыслить как преступник / Criminal Minds — Эван Дэйвенпорт
- 2005: C.S.I.: Место преступления Нью-Йорк / CSI: NY — Абель Блум
- 2004: Доктор Хаус / House M.D. — Отец Дэна
- 2004: Северный берег / North Shore — Мистер Дженсен
- 2004: Закон и порядок / Law & Order — Майкл Риордан
- 2004: Близкие друзья / Queer As Folk — Сэм Ауэрбах
- 2003: C.S.I.: Место преступления Майами / CSI: Miami — Брет Бетанкорт
- 2002—2004: Подразделение / The Division — Луис Перийо
- 2002: Сестрички-зажигалки / The Banger Sisters — Реймонд Кингсли
- 2002: Западное крыло / The West Wing — Джек Энлоу
- 2001: Хэллоуинтаун 2: Месть Калабара / Halloweentown II: Kalabar’s Revenge — Калабар (архивные съёмки)
- 2000: Претендент / The Contender — Уильям Хэнсон
- 2000: Диагноз: Убийство / Diagnosis Murder — Доктор Дональд Уорд
- 1998: Хэллоуинтаун / Halloweentown — Калабар
- 1997: Военно-юридическая служба / JAG — Фил Дэлани
- 1995—1996: Нас пятеро / Party Of Five — Маршалл Томпсон
- 1991: Она написала убийство / Murder She Wrote — Джеральд Иннсмаус
- 1988—1996: Мерфи Браун / Murphy Brown Джейк — Лоуэнштайн
- 1983—1985: Другой мир / Another World — Марк Синглтон
- 1982: Как вращается мир / As World Turns -Доктор Мартин Батлер